# Молгачкіно
Молга́чкіно (рос. Молгачкино, чув. Мулкачкасси) — присілок у складі Шумерлинського району Чувашії, Росія. Входить до складу Торханського сільського поселення.
Населення — 100 осіб (2010; 140 у 2002).
Національний склад:
- чуваші — 96 %